# Trichostomum involutum
Trichostomum involutum är en bladmossart som beskrevs av Sullivant 1861. Trichostomum involutum ingår i släktet lansettmossor, och familjen Pottiaceae. Inga underarter finns listade i Catalogue of Life.